# Stromdieb (Fassungsadapter)
Stromdieb wurde umgangssprachlich im historischen Kontext eine Fassungssteckdose (schweizerische Bezeichnung) genannt, d. h. ein Adapter, der – in eine Glühlampenfassung eingeschraubt – das Einstecken von einem oder zwei Netzsteckern sowie meist auch weiterhin das Einschrauben einer Glühlampe erlaubt.

## Beschreibung
Der Zweck der Geräte war, zusätzliche Steckverbindungen zum Stromnetz (Hausstrom) bereitstellen zu können.
Der Name stammt aus der Frühzeit der Elektrifizierung Anfang des 20. Jahrhunderts. Seinerzeit wurde bei Mietwohnungen der Stromverbrauch manchmal nicht über einen gesonderten Stromzähler erfasst, sondern pauschal nach Anzahl der vorhandenen Lampen abgerechnet; Steckdosen waren hierbei nicht erlaubt. Mit dem Stromdieb konnte man dann weitere Lampen oder andere Elektrogeräte anschließen, die bei der Abrechnung verschwiegen wurden. Aber auch nach der Einführung von Stromzählern in den Wohnungen blieben Stromdiebe in Gebrauch: Da in älteren Mehrfamilienhäusern die zu einer Wohnung gehörenden Keller- oder Dachbodenräume meist an die allgemeine Stromversorgung des Hauses und nicht an den Stromzähler der betreffenden Wohnung angeschlossen waren, gab es in der Regel dort keine Steckdosen, sondern nur Lampen, so dass Fassungsadapter benutzt werden konnten, um dort Geräte trotz fehlender Steckdosen verwenden zu können. Da auch in diesem Fall der Verbrauch nicht über den Stromzähler des Mieters erfasst wurde, passte der Name Stromdieb ebenfalls bei dieser Verwendung. Zu dem strafrechtlichen Aspekt siehe auch Entziehung elektrischer Energie.
Dieses Hilfsmittel war bis etwa Mitte des 20. Jahrhunderts aufgrund der seinerzeit geringen Anzahl von Steckdosen in einer Wohnung verbreitet, ist aber recht gefährlich, da normalerweise weder die Zuleitung noch die Lampenfassung für hohe Ströme ausgelegt ist. Es kommt beim Anschluss größerer Verbraucher wie z. B. elektrischer Heizgeräte oder Bügeleisen möglicherweise zu einer Überlastung mit Brandgefahr. Es ist kein ausreichender Berührungsschutz vorhanden, da wegen fehlendem Schutzkragen und kurzer Isolierabschnitte in den Löchern beim Ein- und Ausstecken die unter Spannung stehenden Steckerstifte berührt werden können. Zudem ist kein Schutzleiter vorhanden. Daher entspricht die Verwendung von Fassungsadaptern heute in den meisten Ländern nicht den technischen Standards.
In der Schweiz entsprechen Fassungssteckdosen seit dem 1. Januar 1976 nicht mehr den technischen Richtlinien.
Auch Schneidklemm-Abzweiger für Einzellitzen sowie Zwischenstücke der Stecksicherungen in der Kraftfahrzeug-Elektrik werden zuweilen als Stromdieb bezeichnet.

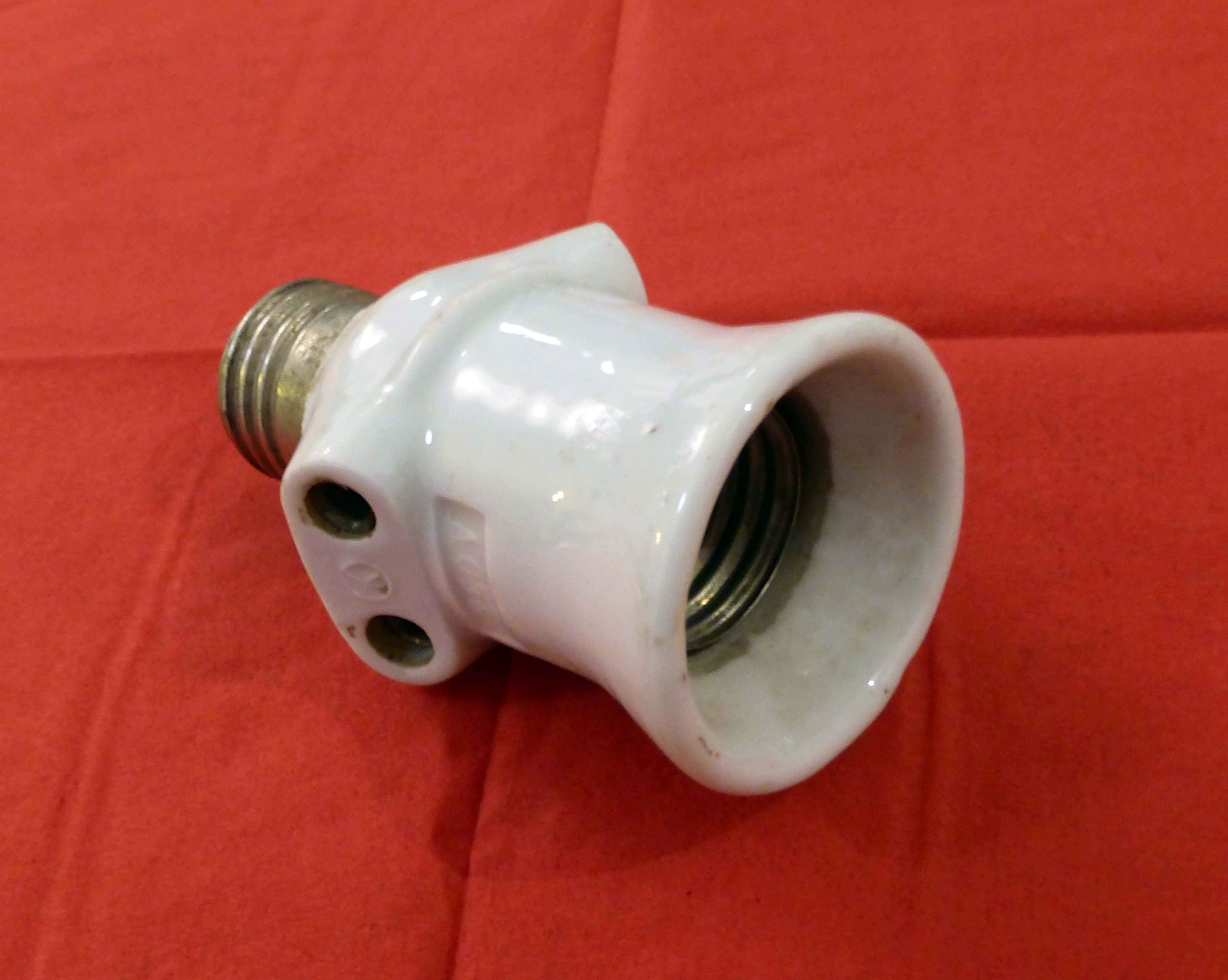
Typischer Fassungsadapter für E27-Lampengewinde
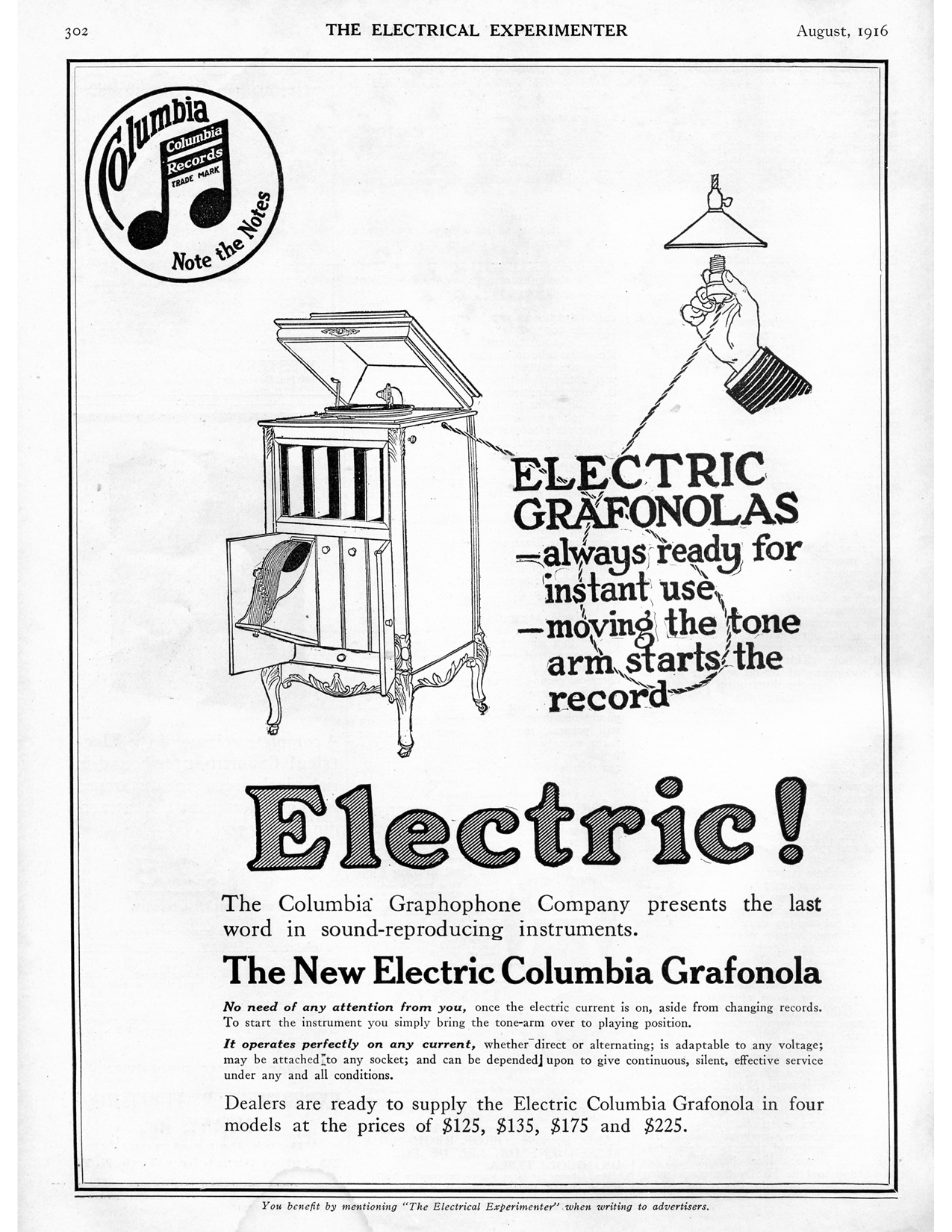
Reklame von 1916: Ein elektrisches Grammophon bezieht Strom aus der Deckenleuchte.
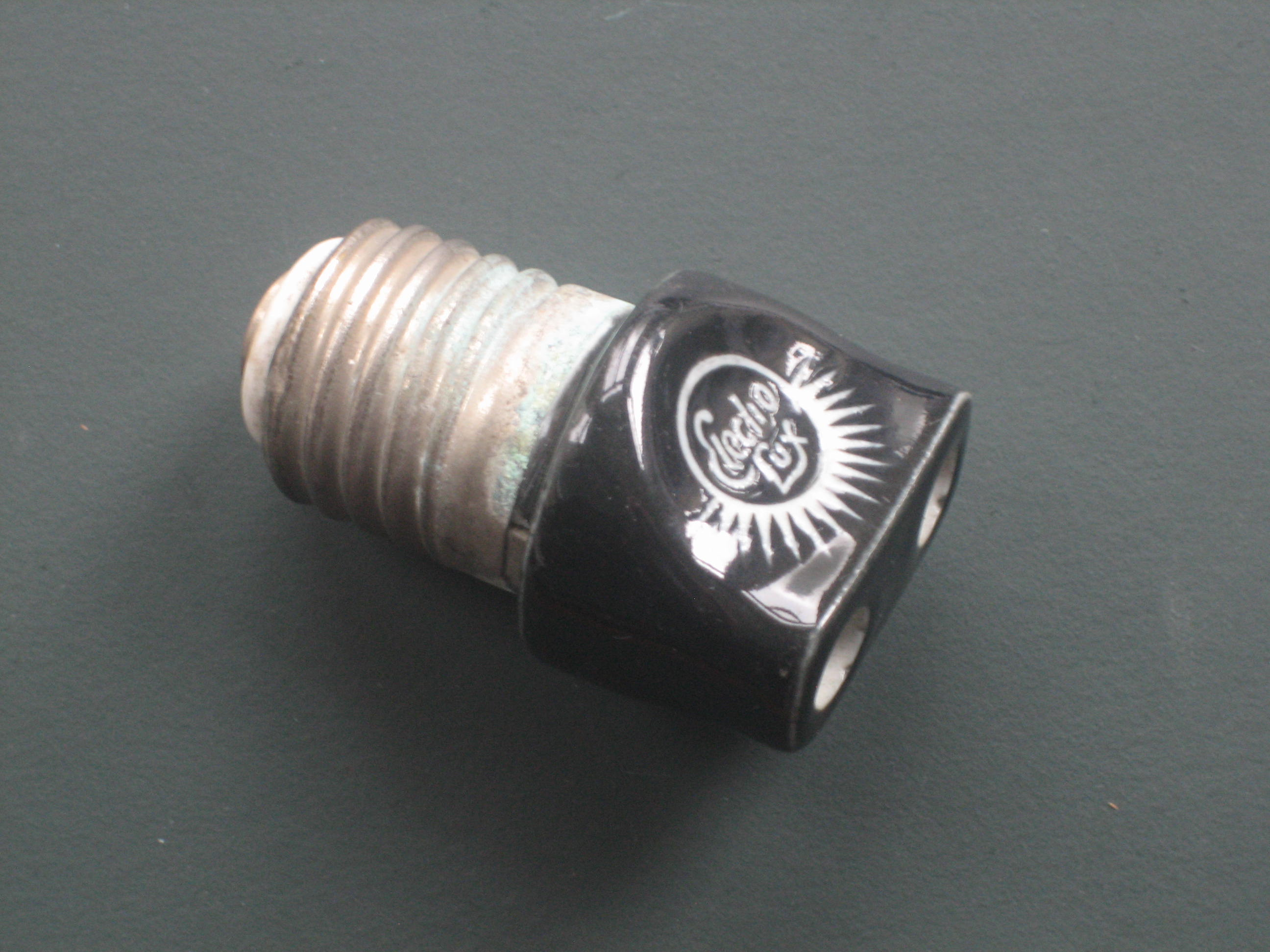
Fassungsadapter in der selteneren Ausführung, bei der (statt einer Glühbirne) nur ein Netzstecker angeschlossen werden kann.
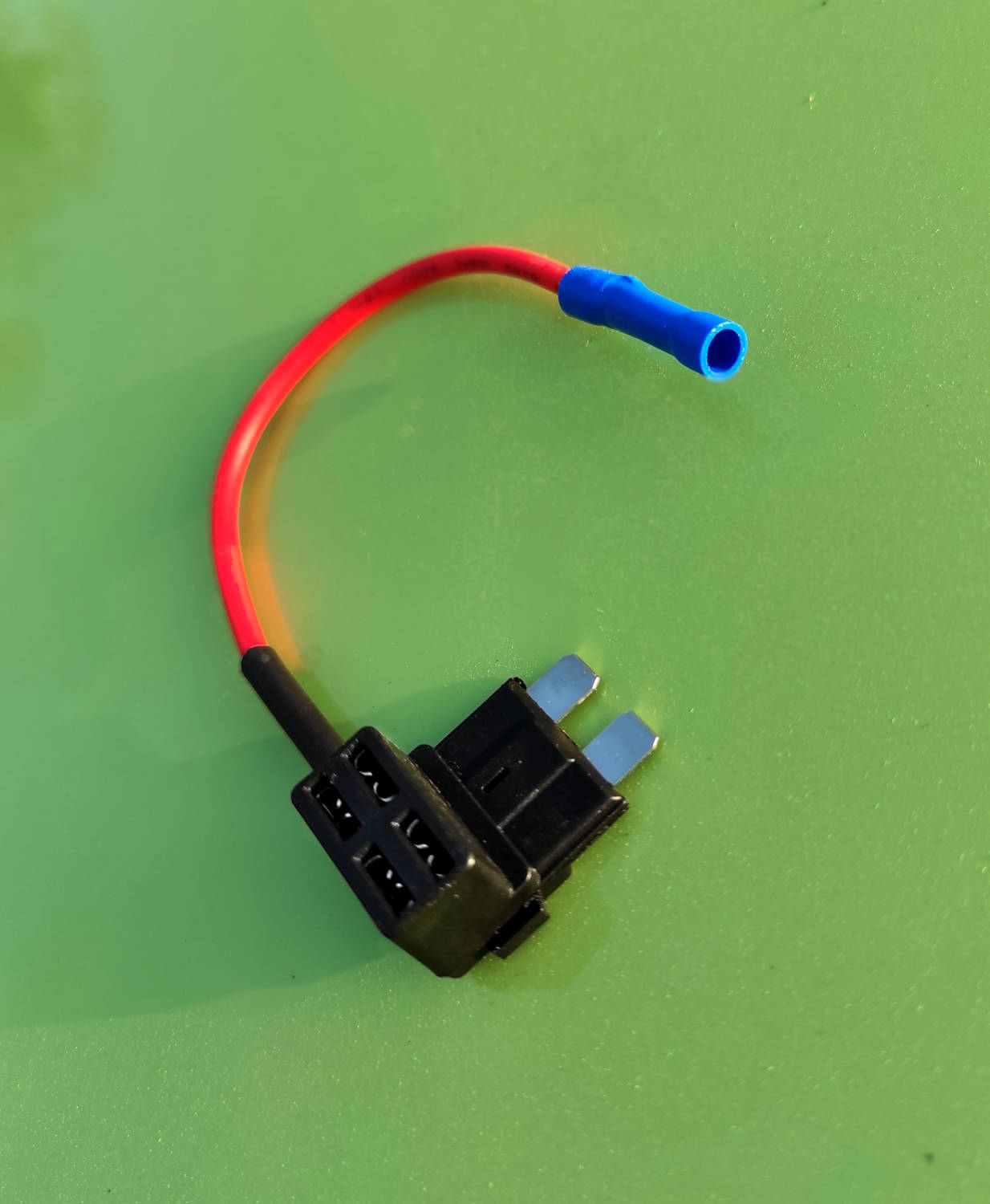
Stromentnahme über bestehende Flachsicherungsfassungen in Kfz

## Trivia
Ephraim Kishon nutzte den Stromdieb in seinem Theaterstück Zieh den Stecker raus, das Wasser kocht: Mangels Steckdosen im Atelier stellt der Künstler zum Teekochen seinen elektrischen Samowar auf übereinandergestapelte Möbel unter der Lampe; ein Kunstkritiker ist begeistert von der „modernen Skulptur“.